# جو فيريس
جو فيريس (بالإنجليزية: Joe Ferris)‏ هو لاعب كرة قاعدة (بيسبول) أمريكي، ولد في عام 1945 في بريور في الولايات المتحدة. شغل جو فيريس مركز الرامي، وحصل على جائزة أفضل لاعب في السلسلة العالمية للبيسبول الجامعي لعام 1964، وذلك خلال سنته الثانية في جامعة مين. يُعد فيريس اللاعب الوحيد من جامعة مين الذي نال هذا التكريم.
في صيف عام 1964، لعب فيريس في دوري البيسبول الصيفي الجامعي مع فريق بورن كانالمن التابع لدوري كيب كود للبيسبول. تقديرًا لإنجازاته، تم إدراجه في قاعة مشاهير جامعة مين عام 1988.